# 吕佩尔萨
吕佩尔萨（法語：Lupersat，法語發音：[lypɛʁsa]）是法国克勒兹省的一个市镇，位于该省东部偏南，属于欧比松区。

## 地理
吕佩尔萨（45°59'7"N, 2°21'21"E）面积32.64 平方千米，位于法国新阿基坦大区克勒兹省，该省份为法国中部省份，位于法國中央高原西北部，北起安德尔省和谢尔省，西接维埃纳省，南至科雷兹省，东临多姆山省，东北与阿列省接壤。
与吕佩尔萨接壤的市镇（或旧市镇、城区）包括：新比西耶尔、尚帕尼亚、曼萨、莫特、塞米尔、圣西尔万贝勒加德、拉维勒泰勒。

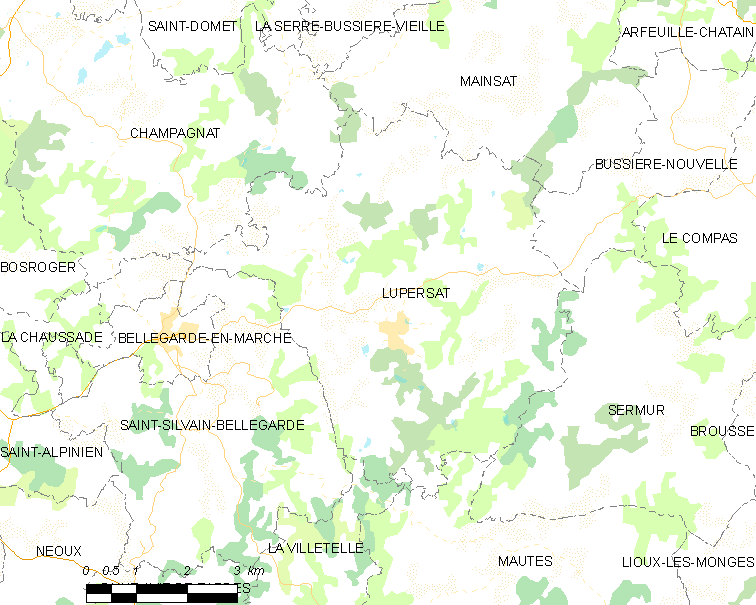
吕佩尔萨的OSM定位图

吕佩尔萨的时区为UTC+01:00、UTC+02:00（夏令时）。

## 行政
吕佩尔萨的邮政编码为23190，INSEE市镇编码为23113。

## 政治
吕佩尔萨所属的省级选区为欧比松县。

## 人口

1962-2008年间吕佩尔萨人口变化图示

吕佩尔萨于2022年1月1日时的人口数量为291人。